# Johann Friedrich Abegg (Politiker)
Johann Friedrich Abegg (* 22. Mai 1761 in Bockenau; † 8. August 1840 in Bremen) war ein deutscher Kaufmann und Senator in Bremen.

## Biografie
Abegg war der Sohn des reformierten Pastors Georg Ludwig Abegg (1726–1766) und dessen Ehefrau Susanna Sara Franziska Zepper. Nach dem frühen Tod seines Vaters wuchsen er und seine beiden Brüder, unter ihnen Philipp Julius Abegg, bei nahen Verwandten auf. In Braunschweig erhielt er seine Schulausbildung durch den Prediger Kirchhof. 1779 zog er nach Bremen und absolvierte eine Lehre zum Handelsgehilfen. 1795 wurde er Tobackfabrikant und handelte mit Blättertabak. 1796 erwarb er das Bremer Bürgerrecht. 1798 übernahm er das Amt eines Diakon an der St. Ansgarii-Kirche in Bremen. 1801 erfolgte seine Berufung zum Ältermann. 1805 wurde er zum Präses des Collegium Seniorum (später die Handelskammer Bremen) gewählt. 1809 gründete er die Firma J. F. Abegg & Co., die Propre-, Wechsel- und Kommissionsgeschäfte tätigte. Im selben Jahr kaufte er das Anwesen Gut Holdheim in Oberneuland und ließ hier ein Herrenhaus sowie einen Park anlegen. Ab 1814 hieß seine Firma J. F. Abegg & W. A. Fritze, 1822 schied er aus dieser aus.
In der Bremer Franzosenzeit war er von 1811 bis 1813 Munizipalrat in Bremen. 1814 nahm er am Bürgerkonvent der Stadt teil. Er gehörte 1814 zur Bürgeropposition um C. J. Bredenkamp, Christian Focke, Hagendorff, Hieronymus Klugkist, Hermann Hinrich Meier, Schönhütte, Isaac Hermann Schumacher und August Wilmanns. 1818 erfolgte seine Wahl zum Senator in Bremen als Nachfolger von Senator Johann Vollmers (1753–1818). Er schied mit seinem Tod 1840 aus diesem Amt. Er war zudem Mitglied im Museums- (1812) und Erholungsverein (1804) sowie Bauherr der Kirche Unser Lieben Frauen.

## Familie
Abegg heiratete die Seidenfabrikantentochter Catharina Henriette geb. Sengstake. Gemeinsam hatten sie vier Kinder:
- Heinrich (* 24. Oktober 1797; † 1798)
- Susanne Charlotte (* 1800; † August 1866)
- Margaretha (* 18. Dezember 1801; † März 1802)
- Henriette Johann (* 30. Mai 1803; † 24. Januar 1881) ⚭ 3. November 1826 Johann Wilhelm Bredenkamp (* 28. Juli 1798; † 27. Juli 1859)